# Парень моей девушки
«Парень моей девушки» (англ. My Girlfriend's Boyfriend) — американская романтическая комедия режиссёра Дэрина Тафтса 2010 года. 
В главной роли — Алисса Милано.
Премьера состоялась в США в апреле 2010 года.

## Сюжет
Главная героиня Джесси — молодая, энергичная и порой самоуверенная женщина, которая при всех своих положительных качествах, включая ум и обаяние, до сих пор одна, без своей второй половинки. Когда она встречает Итана в кафе, то влюбляется и знает, что эта встреча многое для неё значит. Он — писатель, отчаявшийся от того, что очередной роман не нравится издателям, потому что главный герой уж очень похож на самого Итана, такого обычного, ничем особо не примечательного паренька.
Он решает написать новый роман, где главными героями являются его муза Джесси и Трой. Трой — вымышленный герой, отражение Итана в романе. Но, в отличие от настоящей жизни, в вымышленной у него нет проблем с деньгами, есть уверенность и обаяние, сексуальность и успех. Именно такой герой и нужен для того, чтобы его роман наконец-то напечатали и именно такой парень, по мнению Итана, и должен быть рядом с совершенной Джесси.
Но для неё важна на самом деле отнюдь не внешность или деньги, а его искреннее отношение, «способность летать» рядом с ним и любовь, несмотря на то, что Джесси не может иметь детей. Итан уверен, что эта девушка — его судьба, и делает любимой предложение. И пусть не с первого раза, но Джесси все-таки соглашается. Параллельно с этим к нему приходит и успех в творчестве.

## В ролях
- Алисса Милано — Джесси Янг
- Бо Бриджес — Логан Янг
- Кристофер Горэм — Итан Рид
- Кэрол Кейн — Барбара
- Келли Паккард — Сьюзи
- Майкл Лэндис — Трой Паркер
- Том Ленк — Дэвид Янг

## Премьера фильма
Премьера состоялась в США в апреле 2010 года на Международном кинофестивале в Ньюпорт-Бич. В ограниченный прокат картина вышла 1 мая.